# Naturschutzgebiet Obere Trift

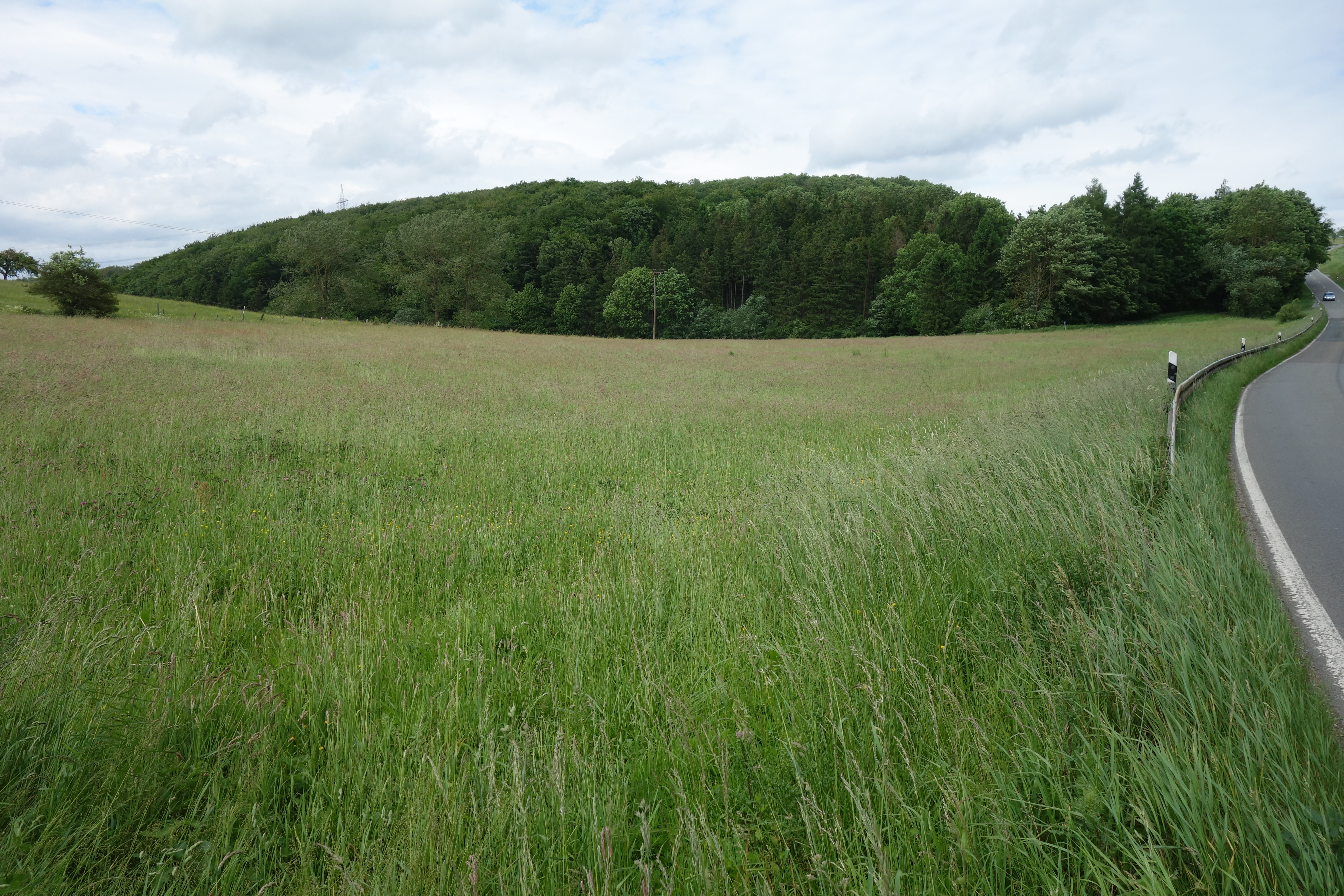
Naturschutzgebiet Obere Trift von der K 60 aus

Das Naturschutzgebiet Obere Trift mit einer Größe von 24,8 ha liegt nordwestlich von Radlinghausen im Stadtgebiet von Brilon. Das Gebiet wurde 2008 mit dem Landschaftsplan Hoppecketal durch den Hochsauerlandkreis als Naturschutzgebiet (NSG) ausgewiesen. Das gesamte NSG gehört zum FFH-Gebiet Wälder und Quellen des Almetals (DE 4518-303).

## Gebietsbeschreibung
Beim NSG handelt es sich um einen Rotbuchenwald mit Kalkfelsen. Im NSG kommen seltene Tier- und Pflanzenarten vor. Das Landesamt für Natur, Umwelt und Verbraucherschutz Nordrhein-Westfalen dokumentierte im Schutzgebiet Pflanzenarten wie Braunstieliger Streifenfarn, Echtes Lungenkraut, Frühlings-Platterbse, Fuchssches Greiskraut, Gelber Eisenhut, Gemeiner Schneeball, Gewöhnliche Goldnessel, Gewöhnlicher Tüpfelfarn, Großes Hexenkraut, Heidelbeere, Kleiner Dornfarn, Nesselblättrige Glockenblume, Quirl-Weißwurz, Wald-Bingelkraut, Wald-Labkraut, Wald-Veilchen und Waldmeister.

## Schutzzweck
Das NSG soll den Buchenwald mit dessen Arteninventar schützen. Wie bei allen Naturschutzgebieten in Deutschland wurde in der Schutzausweisung darauf hingewiesen, dass das Gebiet „wegen der Seltenheit, besonderen Eigenart und Schönheit des Gebietes“ zum Naturschutzgebiet wurde.
Der Landschaftsplan führt zum speziellen Schutzzweck auf: „Erhaltung eines markanten, felsigen Steilhanges, der durch seine naturnahe Vegetationsdecke in Baum- und Krautschicht sowie die eingestreuten Sonderstandorte Bedeutung für den Arten- und Biotopschutz hat und das Klimaxstadium der Vegetationsentwicklung unter den gegebenen Standortbedingungen hervorragend repräsentiert. Wesentlicher Schutzzweck ist auch die Sicherung des ökologischen Netzes ‚Natura 2000‘ im Sinne der FFH-RL, dem die hier wirksamen Ge- und Verbote des allgemeinen Festsetzungskataloges unter 2.1 Rechnung tragen.“